# Горобець сокотрійський
Горобець сокотрійський (Passer insularis) — вид горобцеподібних птахів родини горобцевих (Passeridae).

## Таксономія
Таксономічна генеалогія цього виду є складною, оскільки існують значні відмінності між орнітологами та біологами у цьому відношенні: у той час, як деякі автори, включаючи Birdlife International, вважають, що він близький до горобця Абд аль-Курі (від якого вид мав еволюціонувати), інші вважають його філогенетично пов'язаним з горобцем Кабо-Верде (від якого він походить).

## Поширення
Ендемік островів Сокотра на північному заході Індійського океану (архіпелаг належить до Ємену). Поширений на основному острові Сокотра та двох сусідніх дрібних островах Самха і Дарса в Індійському океані біля Африканського Рогу.